# 大分村
大分村（だいぶむら）は、福岡県嘉穂郡（旧穂波郡）にあった村である。1955年、分割されて筑穂町と穂波村の各一部となって消滅した。現在の飯塚市の一部に当たる。

## 地理
- 河川 ： 大分川、内住川
- 山 ： 三郡山

## 沿革
- 1889年4月1日 - 町村制施行に伴い大分村、内住村、高田村、舎利蔵村、津原村、久保白村が合併して穂波郡大分村が成立。
- 1896年4月1日 - 穂波郡が嘉麻郡と合併して嘉穂郡となる。
- 1955年3月31日 - 大分村が分割される。
  - 大字大分、内住は上穂波村、内野村と合併して筑穂町となる。
  - 大字高田、舎利蔵、津原、久保白は穂波村へ編入。
- 1956年 - 大字内住（ないじゅ）の一部が糟屋郡篠栗町へ編入され大字内住（ないじゅう）となる。